# Hứa Tình
Hứa Tình (sinh ngày 22 tháng 1 năm 1969) là nữ diễn viên Trung Quốc được biết đến nhiều nhất với vai Thánh cô Nhậm Doanh Doanh trong bộ phim kiếm hiệp Tiếu ngạo giang hồ 2001.

## Tiểu sử
Hứa Tình là người dân tộc Thổ Gia, sinh ra trong gia đình có truyền thống ngoại giao. Thời thơ ấu xoay quanh khoảng sân của Học viện Ngoại giao Bắc Kinh (在北京外交学院).
Bà có một chị gái là Hứa Diệp (许晔) theo học múa và làm việc tại Nhật Bản hơn 10 năm. Bà ngoại, dì và chú của Hứa Tình đều là nhà ngoại giao. Ông ngoại là Hùng Văn Khanh (熊文卿) là tham nghị trưởng cuối cùng của tỉnh Hồ Bắc, bạn của nhà cách mạng Hoàng Hưng, đã quyên góp hết tài sản cho Cách mạng. Mẹ Hứa Tình là đoàn trưởng đoàn ca múa nhạc Tổng cục chính trị. Cha bà từng là vệ sĩ của nhà lãnh đạo quân sự Hạ Long.
Năm 1988, Hứa Tình nhận được giấy báo nhập học của Học viện Ngoại giao Bắc Kinh và Học viện Điện ảnh Bắc Kinh. Bà quyết định chọn khoa Biểu diễn của Học viện Điện ảnh Bắc Kinh với mục tiêu theo đuổi con đường nghệ thuật.

## Sự nghiệp
Năm 1990, Hứa Tình đã sớm được đạo diễn Trần Khải Ca phát hiện mời vào vai Lan Tú Nhi trong phim "Vừa đi vừa hát". Sau bộ phim đầu tay, Hứa Tình tiếp tục tạo tiếng vang với bộ phim "Cuồng" của đạo diễn Lăng Tử Phong.
Năm 1992, bà tốt nghiệp và nhận được đề cử nữ diễn viên xuất sắc nhất tại Liên hoan phim Bách hoa. Bà được Cục truyền hình Trung Quốc cử sang Singapore tham gia hoạt động giao lưu văn hóa theo lời mời của Cục truyền hình nước bạn. Tại đây, bà được các nhà làm phim mời đóng "Bách nhẫn thành kim" (vai Tiểu Điểm cách cách). Hứa Tình còn được bầu chọn làm đại sứ giao lưu văn hóa đầu tiên giữa hai nước Singapore và Trung Quốc.
Năm 1998, tái ngộ với khán giả sau 2 năm vắng bóng qua nhân vật Lâm Châu trong "Vòng xoáy cuộc đời", tiếp theo là "Đã nói không chia tay". Đặc biệt năm 2000, Hứa Tình được nhà chế tác Trương Kỷ Trung mời đóng vai Nhậm Doanh Doanh trong "Tiếu ngạo giang hồ". Nhân vật Nhậm Doanh Doanh đã đưa sự nghiệp của bà tiến lên một đỉnh cao mới.
Ngày 30 tháng 11 năm 2009 Hứa Tình chính thức ký hợp đồng với Hoa Nghị huynh đệ, sau đó phát hành bộ phim Hoa đẹp đang nở (美麗鮮花在開放).
Tháng 4 năm 2014, bà tham gia chương trình truyền hình thực tế Hoa Tỷ Đệ của đài truyền hình Hồ Nam.
Năm 2017, Hứa Tình đóng vai chính trong bộ phim hành động của Mỹ: 24 Giờ hồi sinh.

## Đời tư
Hứa Tình từng có quan hệ với Lưu Ba (刘波), chủ tịch Tập đoàn Hải Nam Thành Thành vào năm 1995. Năm 1998 mua lại cổ phần của một công ty niêm yết cổ phiếu tại Vũ Hán và đổi tên thành Công ty Văn hóa Thành Thành hoạt động trong lĩnh vực xuất bản. Năm 2004, Lưu Ba bị cáo buộc cho vay tín dụng đen lỗ 4 tỷ Nhân dân tệ cùng với một số khoản vay không xác định được bảo đảm. Tháng 7 cùng năm, Lưu Ba đã bỏ trốn và bị truy nã bởi Interpol.

## Phim tham gia

### Phim điện ảnh
| Năm  | Tên                   | Tên tiếng Trung  | Vai diễn             | Ghi chú      |
| ---- | --------------------- | ---------------- | -------------------- | ------------ |
| 1990 | Vừa đi vừa hát        | 邊走邊唱         | Lan Tú Nhi           |              |
| 1991 | Cuồng                 | 狂               | Thái đại tẩu         |              |
| 1993 | Phong Điệp            | 瘋蝶             | Tiểu Điệp và Ngải Mễ |              |
| 1995 | Tần tụng              | 秦頌             | Công chúa Lịch Dương |              |
| 1999 | Đã nói không chia tay | 說好不分手       | Lâm Kiều             |              |
| 1999 | 1919 của tôi          | 我的1919         | Mai                  |              |
| 2006 | Đạo hỏa tuyến         | 導火線           | Nữ cảnh sát          | Khách mời    |
| 2009 | Đại nghiệp kiến quốc  | 建國大業         | Tống Khánh Linh      | Vai nữ chính |
| 2012 | Sát thủ xuyên không   |                  | Vợ của Joe già       | Vai phụ      |
| 2015 | Lão Pháo Nhi          | 老炮儿           | Hua Xiazi            |              |
| 2017 | 24 giờ hồi sinh       | 24小时：末路重生 | Lin                  | Vai nữ chính |

### Phim truyền hình
| Năm  | Tên                                     | Tên tiếng Trung          | Vai diễn             | Ghi chú      |
| ---- | --------------------------------------- | ------------------------ | -------------------- | ------------ |
| 1991 | Nam hành ký                             | 南行記                   | Dã Miêu Tử           |              |
| 1992 | Hoàng thành căn nhi                     | 皇城根兒                 | Kim Chi              |              |
| 1993 | Kim bài sư gia                          | 金牌師爺                 | Tiểu Điểm Cách Cách  |              |
| 1994 | Liệt hỏa tình nhân                      | 烈火情人                 | Hạ Lâm               |              |
| 1994 | Phía đông mặt trời mọc phía tây mưa     | 東邊日出西邊雨           | Tiếu Nam             |              |
| 1998 | Đến và đi                               | 來來往往                 | Lâm Châu             |              |
| 2000 | Tiếu ngạo giang hồ                      | 笑傲江湖                 | Nhậm Doanh Doanh     | Vai nữ chính |
| 2000 | Trường anh tại thủ                      | 長纓在手                 | Tập Nguyệt, Anh Nhi  |              |
| 2001 | Phụ nữ Trung Quốc dưới súng của Gestapo | 蓋世太保槍口下的中國女人 | Kim Linh             |              |
| 2002 | Đội quân số                             | DA師                     | Lâm Hiểu Yến         |              |
| 2003 | Nửa Mặt Trăng                           | 半個月亮                 | Lý Đông Na           |              |
| 2004 | Sóng gió Đại Thanh                      | 大清風雲                 | Hiếu Trang Hoàng Hậu | Vai nữ chính |
| 2005 | Kênh Sa Gia                             | 沙家浜                   | A Khánh Tẩu          |              |
| 2005 | Gần bạn ấm tôi                          | 靠近你，溫暖我           | Đinh Ái Vũ           |              |
| 2006 | Đá, kéo, vải                            | 石頭、剪刀、布           | Ngải Vũ              | Vai nữ chính |
| 2006 | Nam nhân để tuyến                       | 男人底線                 | Thẩm Thông Thông     | Vai nữ chính |
| 2006 | Cục trong cục                           | 局中局                   | Tưởng Vi             | Vai nữ chính |
| 2006 | Hồng mực phường                         | 紅墨坊                   | Tử Yên cách cách     | Vai nữ chính |
| 2007 | Khoan thứ                               | 寬恕                     | Trang Mẫn            | Vai nữ chính |
| 2010 | Người cùng tuổi                         | 同齡人                   | Đồng Nam Nam         | Vai nữ chính |
| 2015 | Cuộc chiến của hạnh phúc                | 妈妈像花儿一样           | Trương Hạnh Phúc     | Vai nữ chính |
| 2019 | Cửu châu phiêu miểu lục                 | 九州·缥缈录              | Bạch Lăng Ba         |              |

### Phim hoạt hình
- Hoa Mộc Lan bản tiếng phổ thông Trung Quốc: lồng tiếng cho Hoa Mộc Lan (1998)

## Giải thưởng
- Đề cử nữ diễn viên xuất sắc nhất trong Liên hoa phim Bách hoa (1992)
- Đề cử nữ diễn viên xuất sắc nhất trong Liên hoa phim Kim Ưng (1993)
- Giải Kim Long: cúp Ngân Hải dành cho top 10 diễn viên xuất sắc nhất (1993)
- Ngôi sao triển vọng nhất của thế giới do Đại học Cambridge bình chọn (1993)
- Đề cử nữ diễn viên xuất sắc nhất trong Liên hoan phim Kim Ưng (1995)
- Nữ diễn viên nổi tiếng thứ hai theo khảo sát của báo chí (1995)
- Nữ diễn viên nổi tiếng nhất theo khảo sát của báo chí (1996)
- Nữ diễn viên được thần tượng nhất trong phim hoạt hình Trung Quốc (1996)
- Giải quán quân 10 thần tượng điện ảnh Trung Quốc, được bình chọn là ngôi sao có khí chất nhất (1999)
- Đại sứ của Quỹ phát triển phụ nữ Trung Quốc (2002)
- Cúp Mỹ Lăng dành cho diễn viên truyền hình được khán giả yêu thích nhất của Đài truyền hình trung ương Trung Quốc (2001)
- Giải Kim Ưng dành cho nữ diễn viên được khán giả yêu thích nhất (2002)
- Top 10 nữ diễn viên xuất sắc nhất của Đài truyền hình trung ương Trung Quốc (2002)
- Giải Kim Ưng dành cho diễn viên có cống hiến xuất sắc trong 20 năm (2003)
- Giải quán quân trong top 10 nữ diễn viên truyền hình xuất sắc nhất thời hoàng kim của Đài truyền hình trung ương Trung Quốc (2003)